# Nabarniz
Nabarniz város Spanyolországban,  Bizkaia tartományban. Nabarniz Gizaburuaga, Aulesti, Mendata, Arratzu, Kortezubi, Ereño és Ispaster községekkel határos. Lakosainak száma 274 fő (2024).

## Népesség
A település népessége az utóbbi években az alábbiak szerint változott:
| Lakosok száma | 222  | 231  | 230  | 231  | 227  | 239  | 260  | 253  | 261  | 274  |
|               | 2001 | 2004 | 2007 | 2009 | 2012 | 2014 | 2017 | 2019 | 2022 | 2024 |